# Ніколас Вісшер старший
Ніколас Вісшер старший  (нід. (Nicolaes Visscher I; 1618 — 1679 — нідерландський художник, гравер, картограф і друкар. Мав власну друкарню в Амстердамі. Друкарня Вісшера стала відома в Голландії і в Європі під перекладом латиною прізвища його батька — Піскатор, під яким і увійшла в історію друкарства Європи.

## Біографія
Батько — Ніколас Йоанніс Вишер (Ніколас Йоанніс Вісшер; Клаас Янсзон Вісшер). Розквіт видавництва припадає на час діяльності його діяльності. Він був учнем В. Блау, багато мандрував і отримав пристойну освіту. Після смерті батька він очолив картографічну майстерню, переробляв і удосконалював карти батька публікував їх разом зі своїми. Вишукані картуші до карт Н. Вісшера І створювали відомий художник Берґгем (Berghem) та графік Йоганн Вісшер (Ioannis Visscher). 1677 р. отримав титул Картографа Голландії та Західної Фризії, а також привілей на 15 років на друкування карт. Найвідомішими є його збірні атласи «Atlas contractus orbis terrarum…» та «Germania inferior sive XVIII provinciannr…» які вийшли без зазначення року видання. Публікував також карти країн, де у 1667—1701 pp. точилися війни.

## Карти України
1679 р. Ніколас Вісшер старший видав карту «Tabula nova totius REGNI POLONIÆ. in quo sunt Ducatus et Provinciae Prussia, Cujavia, Mazovia, Russia Nigra, &c. DUCATUS LITHUANIA, UKRANIA, &c. in qua Volhynia, et Podolia. cum suis Palatinatibus ac Confinys». Мапа була надрукована в Амстердамі. Це мідна гравюра в чотирьох по-різному забарвлених версіях. Гравюри зроблені з «Карти Королівства Польського» Нікола Сансона (видання 1655 р.). Мапа виготовлена на високому художньому рівні. Особливо дуже естетично оформлений картуш. Неодноразово перевидавалася, зокрема і у 1690 р. (з доповненнями). Формат карти 42.3 x 55.5 см. На мапі зазначено назву Україна [Ukraine] саме так, як її використовував Ґійом Боплан та Ніколас Сансон. Назва [Ukraine] накладається на назву [Volynie], охоплює Правобережну та Лівобережну Україну, від Києва до гирла Дніпра (Чорного моря).

## Галерея

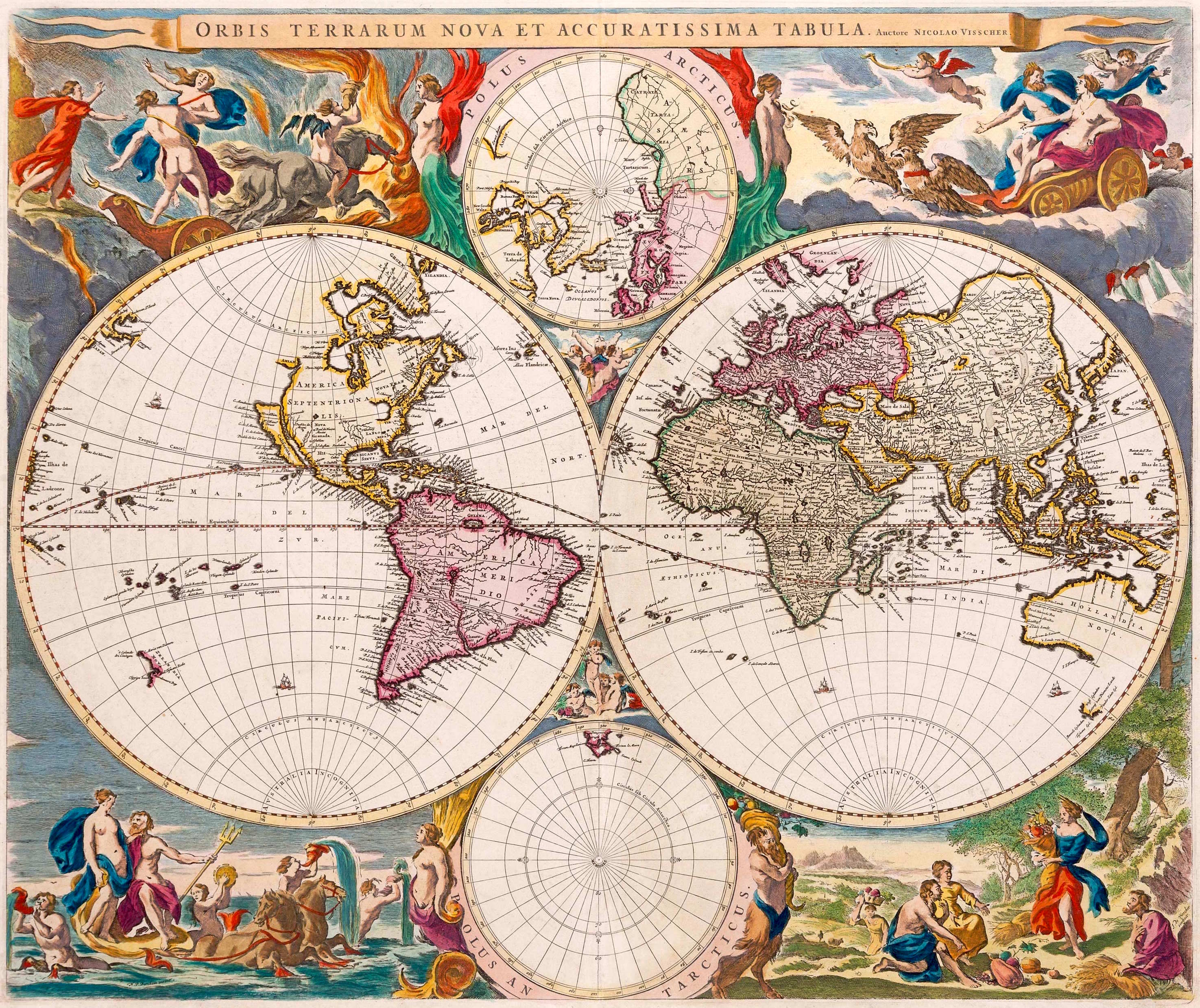
[[Карта світу|Мапа світу, 1658
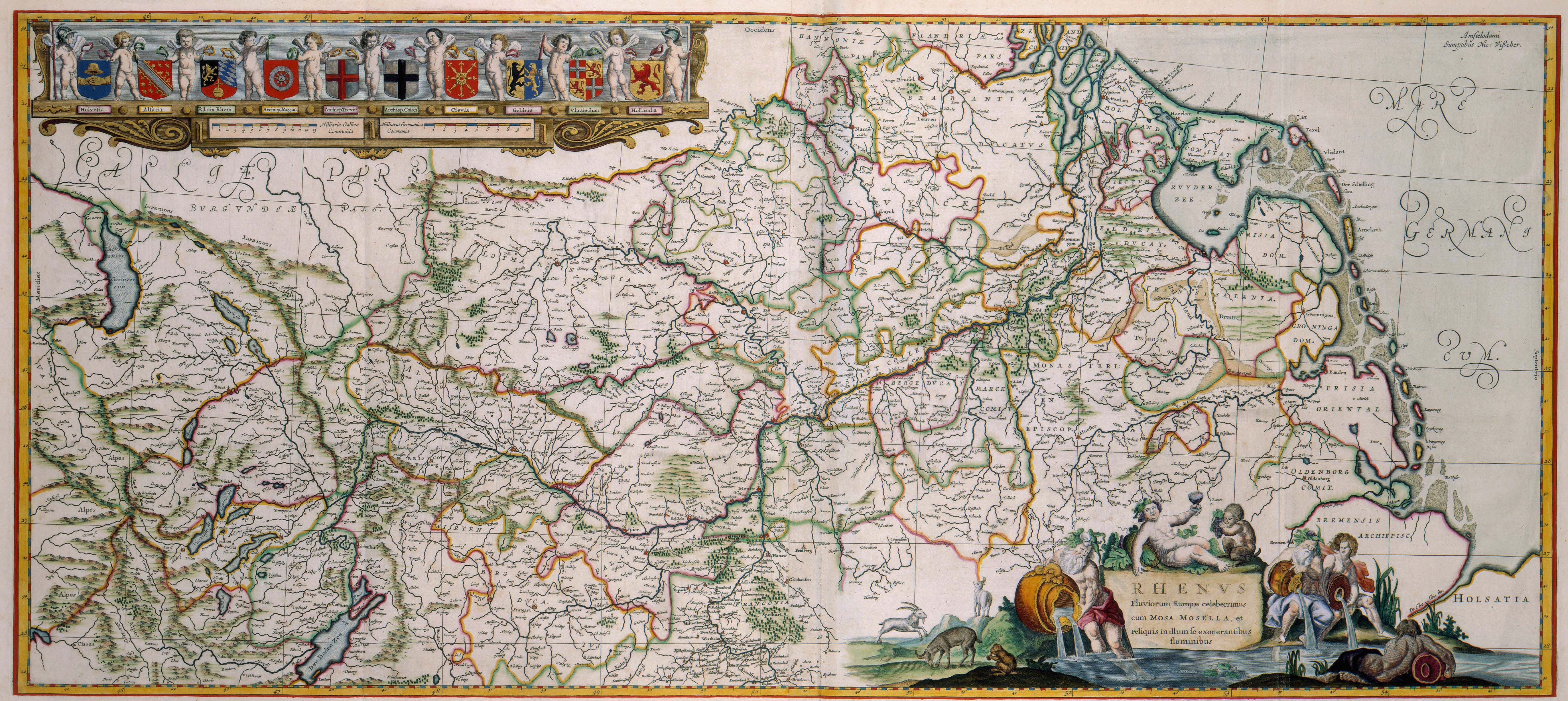
Центральна Європа, 1643
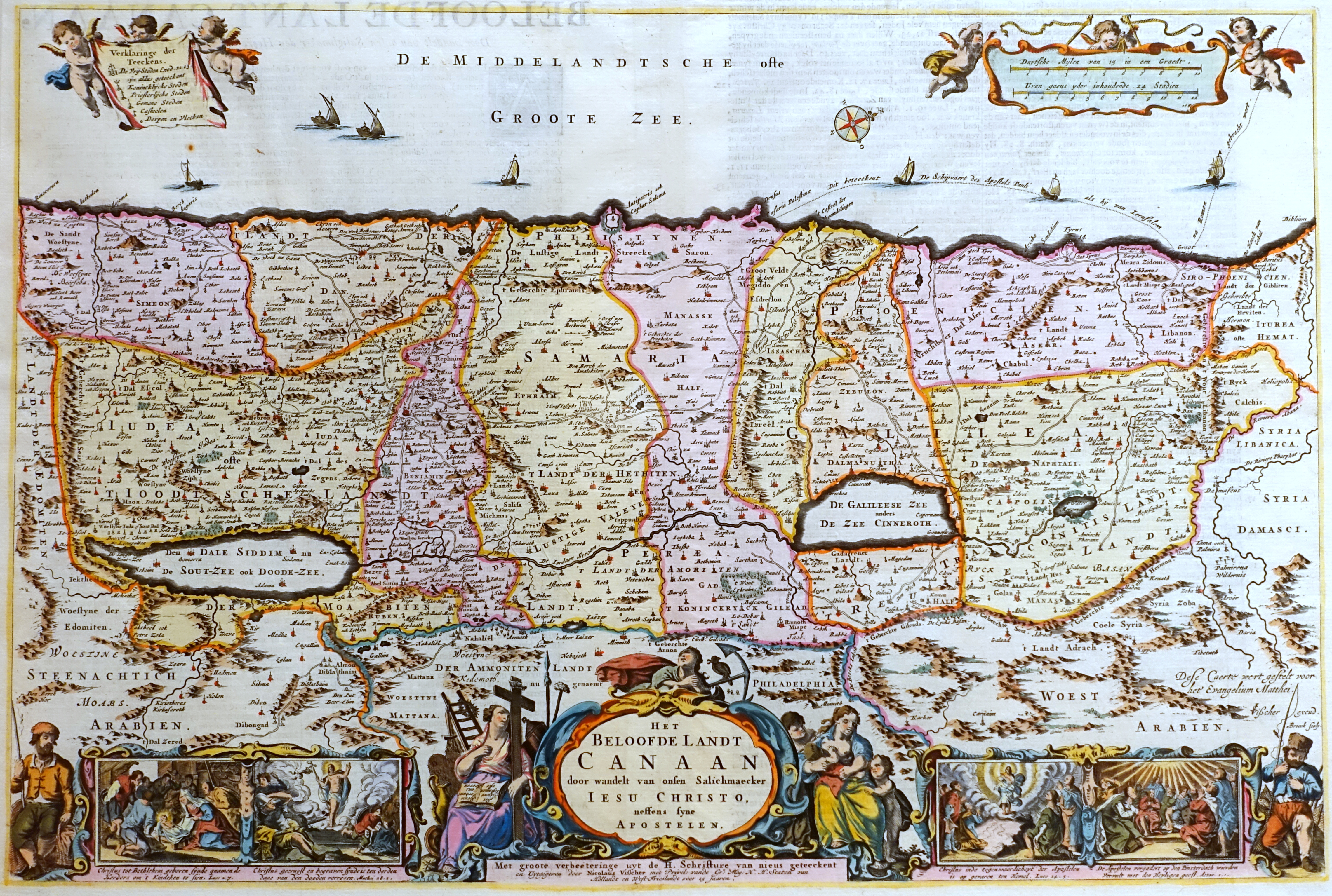
Ханаан, 1650
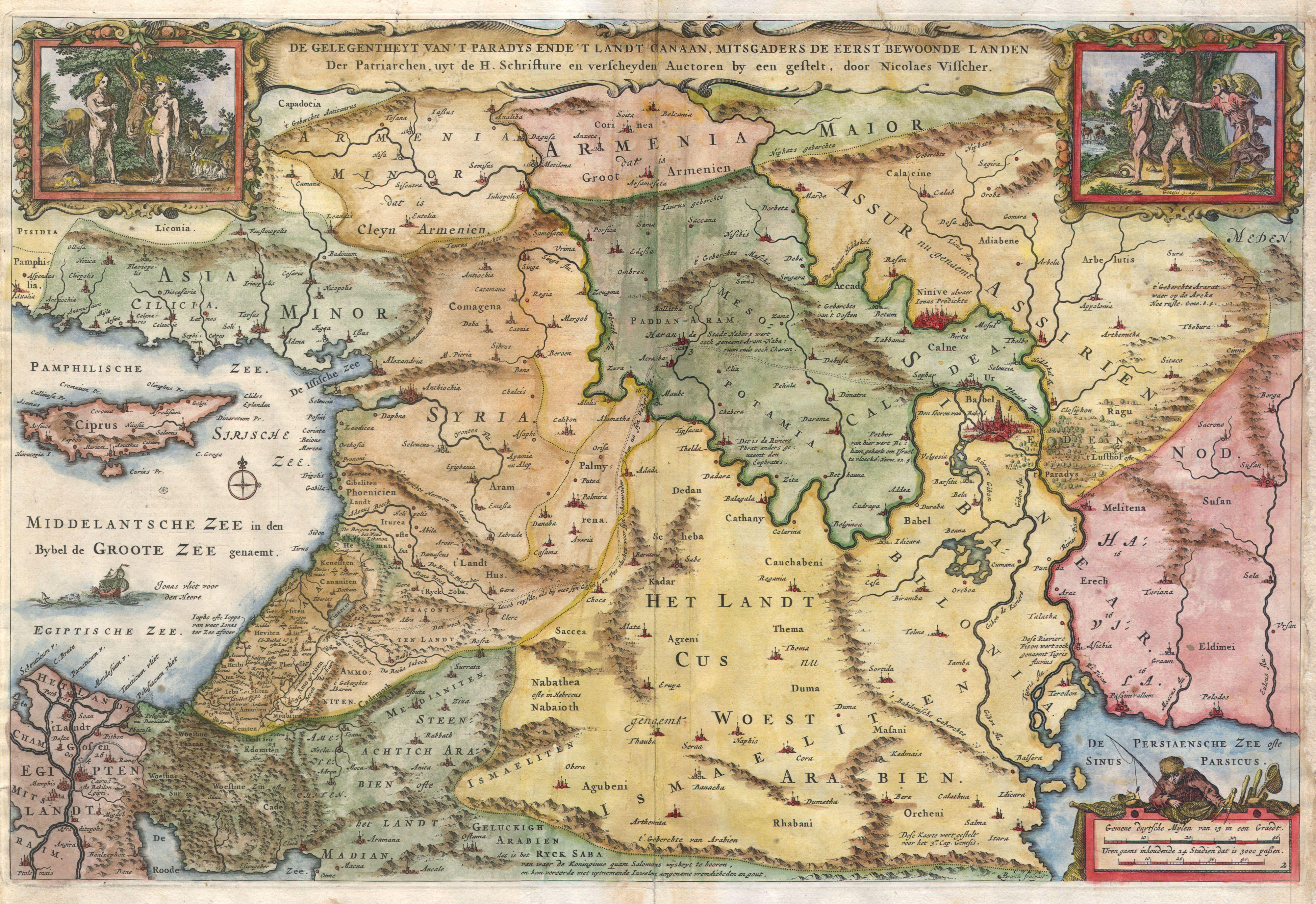
Свята земля та "Земний рай", 1657
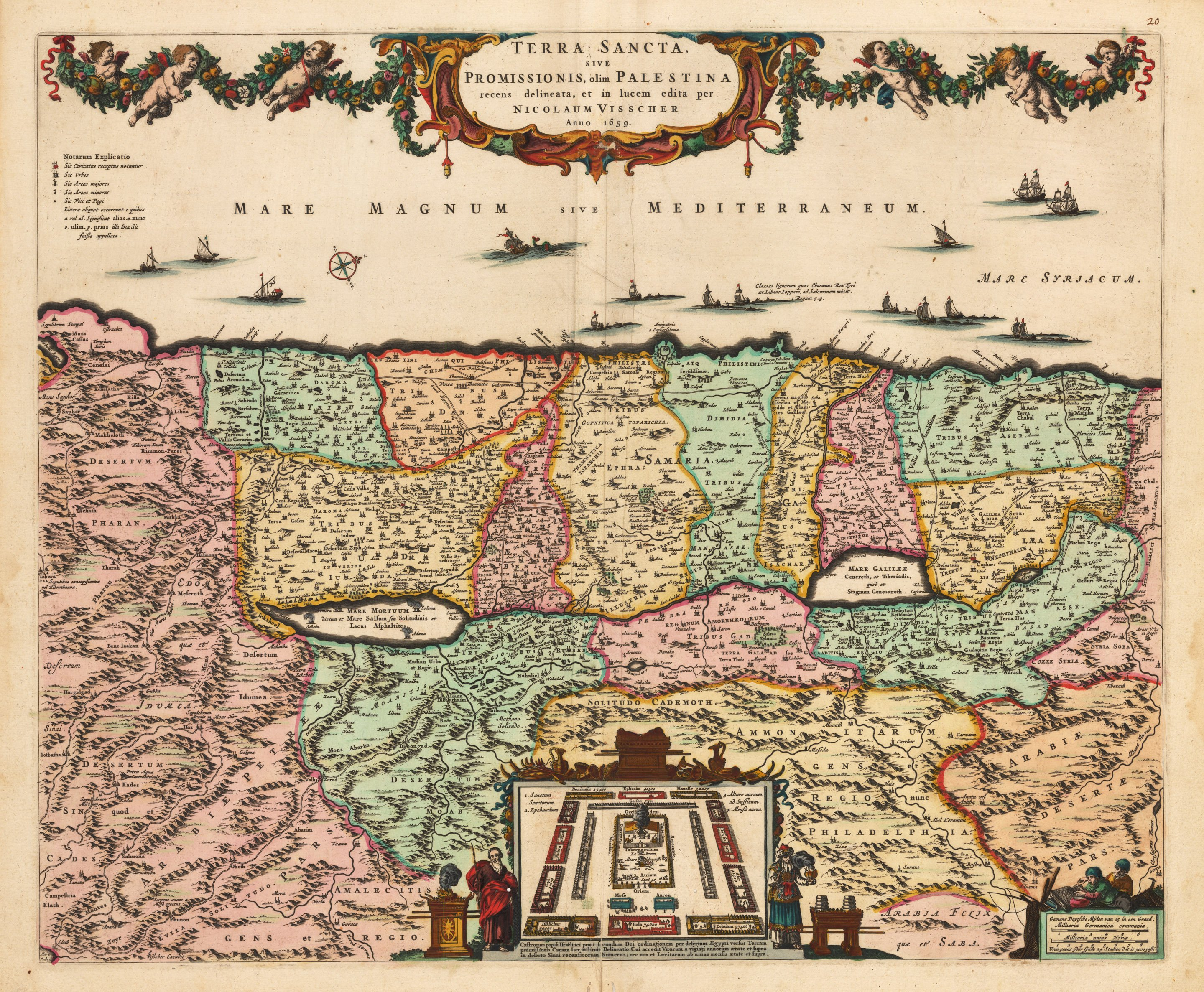
Свята Земля та Палестина, 1659
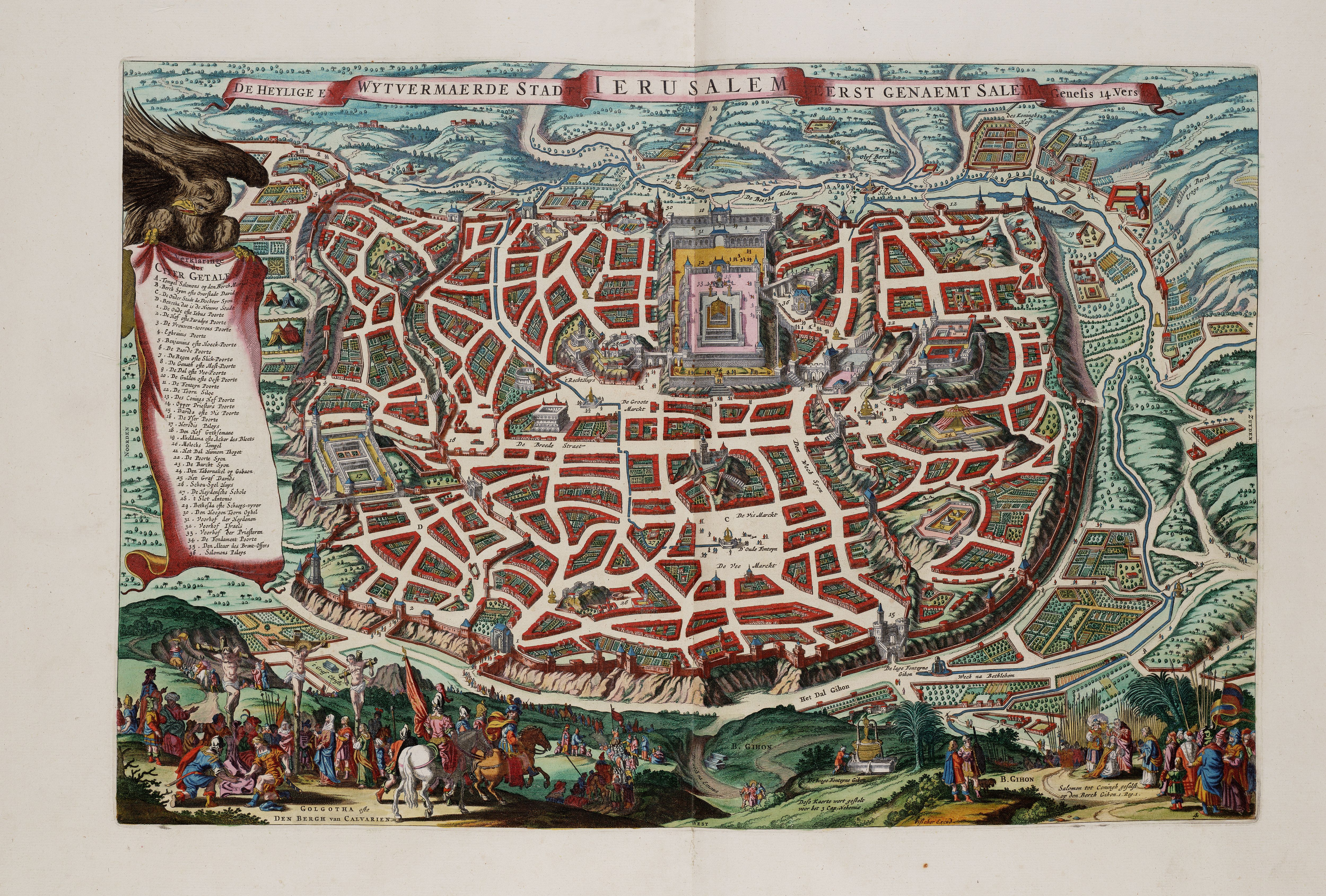
Єрусалим, 1663
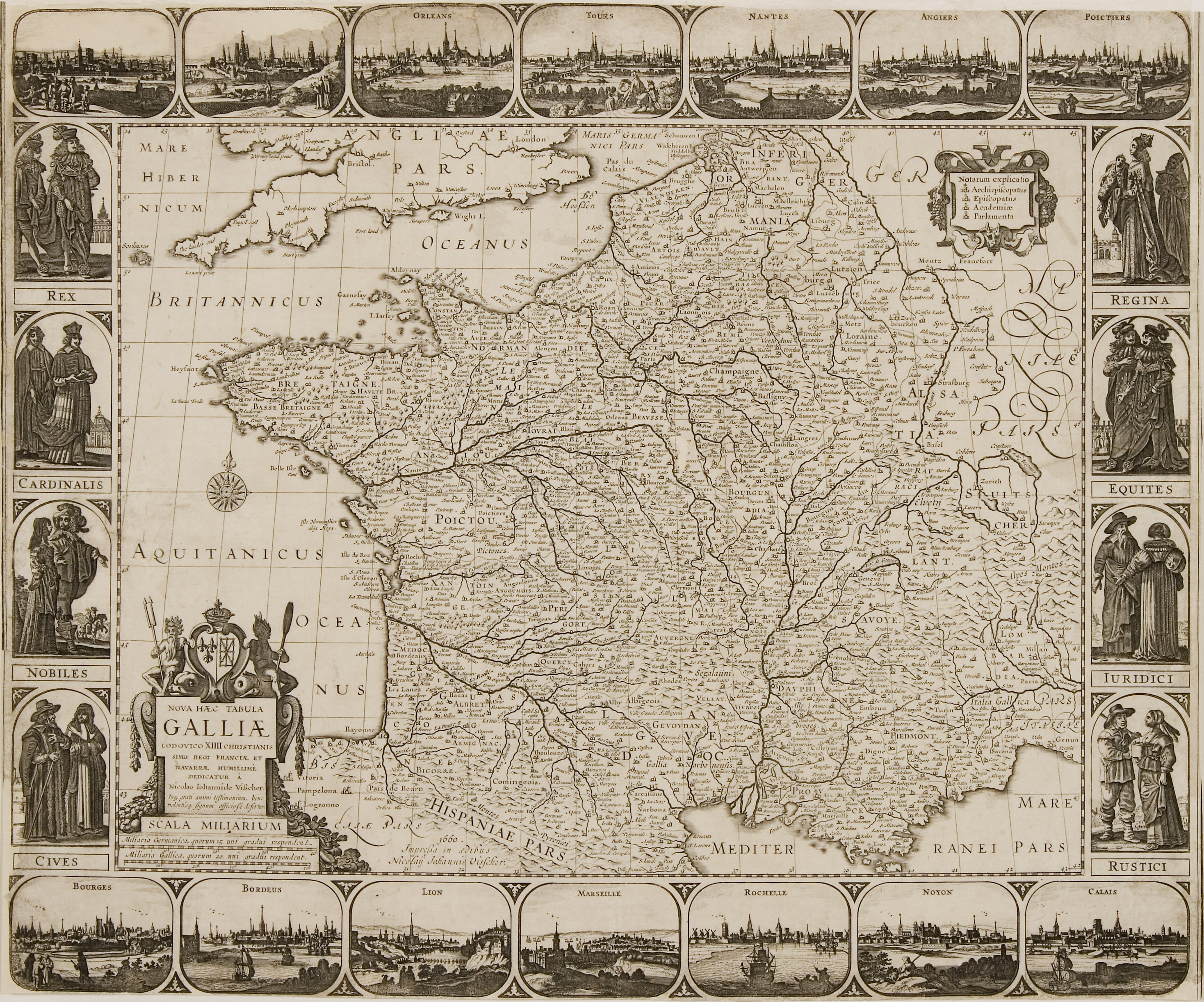
Франція, 1570
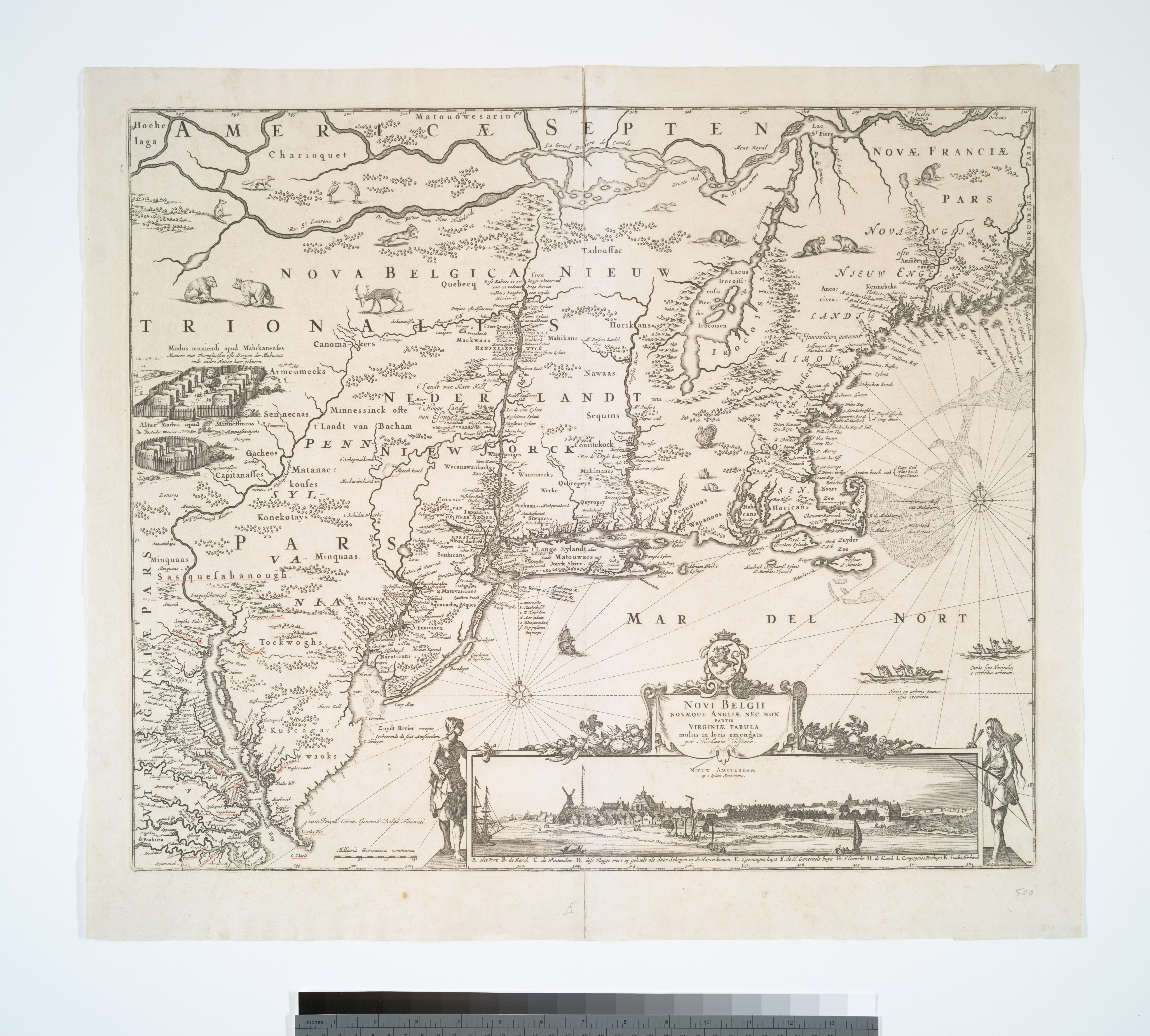
Східне узбережжя Північної Америки
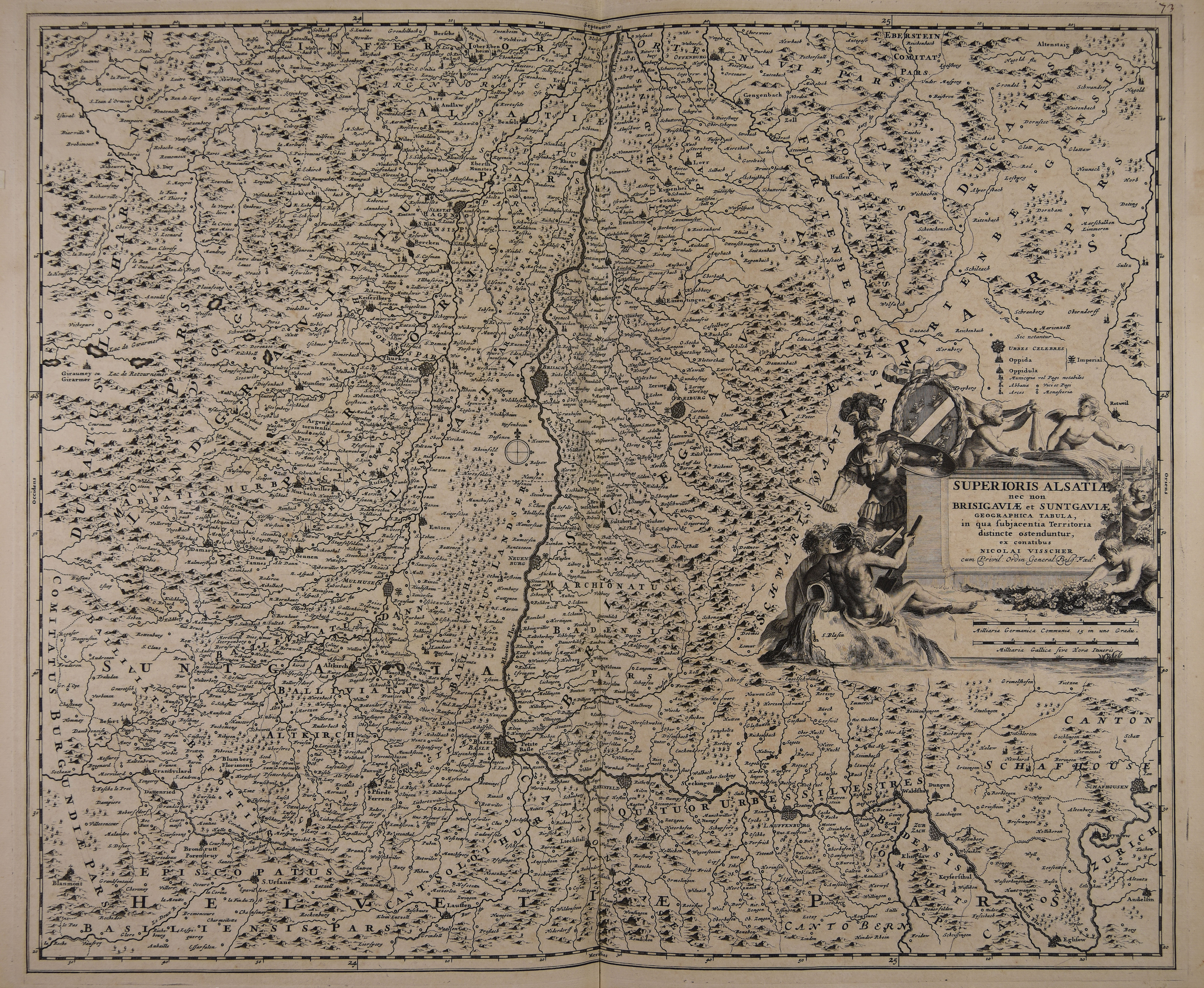
Німеччина та Швейцарія
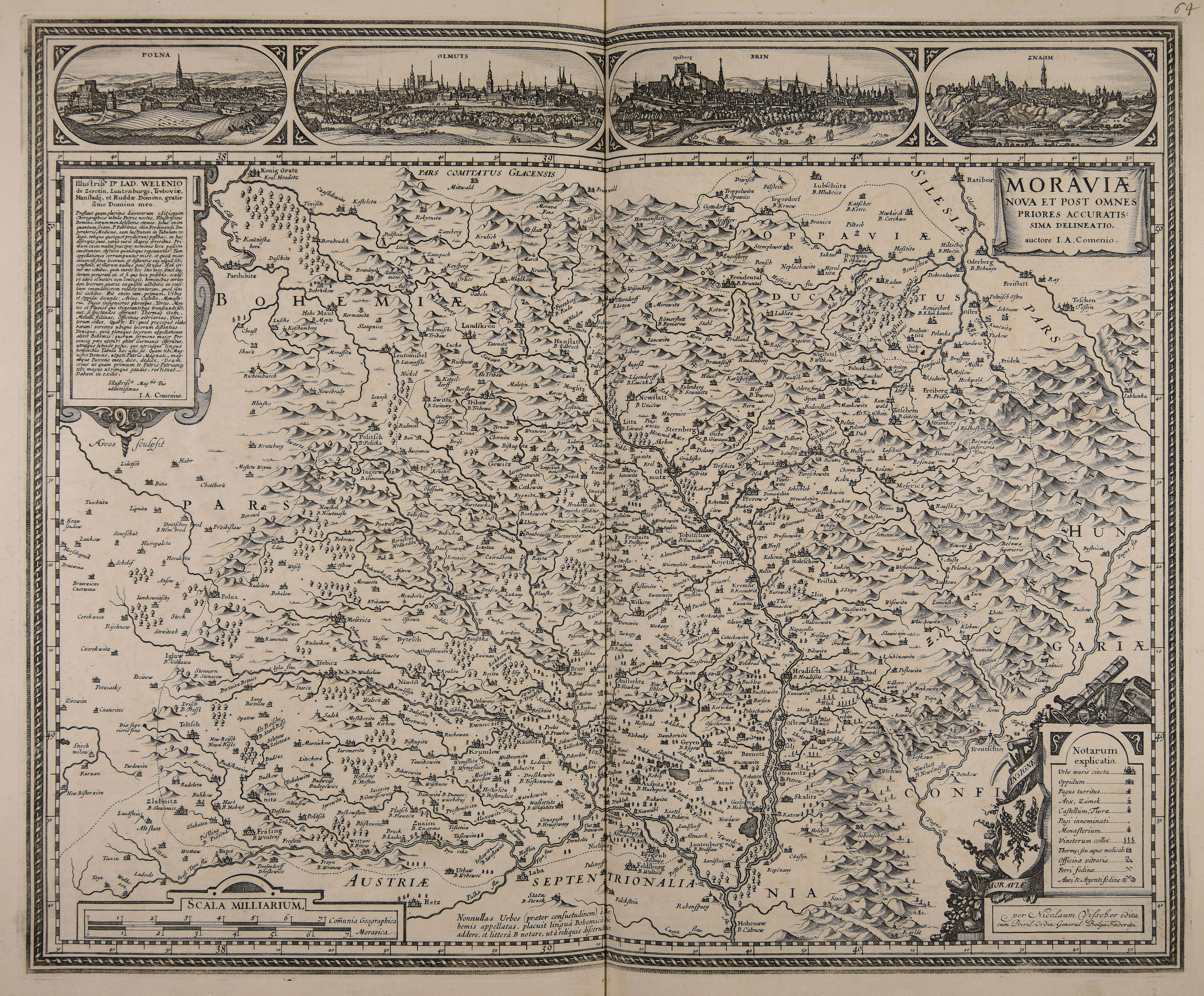
Моравія